# توپ‌لار
توپ‌لار (به لاتین: Toplar) یک منطقه مسکونی در جمهوری آذربایجان است که در شهرستان گدابیگ واقع شده است. توپ‌لار ۱۹۱ نفر جمعیت دارد.